# لوك نيهولت
لوك نيهولت (بالهولندية: Luc Nijholt)‏ هو لاعب كرة قدم ومدرب كرة قدم هولندي في مركز الدفاع، ولد في 29 يوليو 1961 في زاندام في هولندا. لعب مع إي زد ألكمار وسويندون تاون ونادي أوترخت ونادي فولندام ونادي ماذرويل ونادي هارلم.

## وصلات خارجية
- لوك نيهولت على موقع قاعدة بيانات كرة القدم.إي يو (الإنجليزية)
- لوك نيهولت على موقع Soccerbase.com (لاعب) (الإنجليزية)
- لوك نيهولت على موقع عالم كرة القدم.نت (الإنجليزية)